# Fiat Viaggio

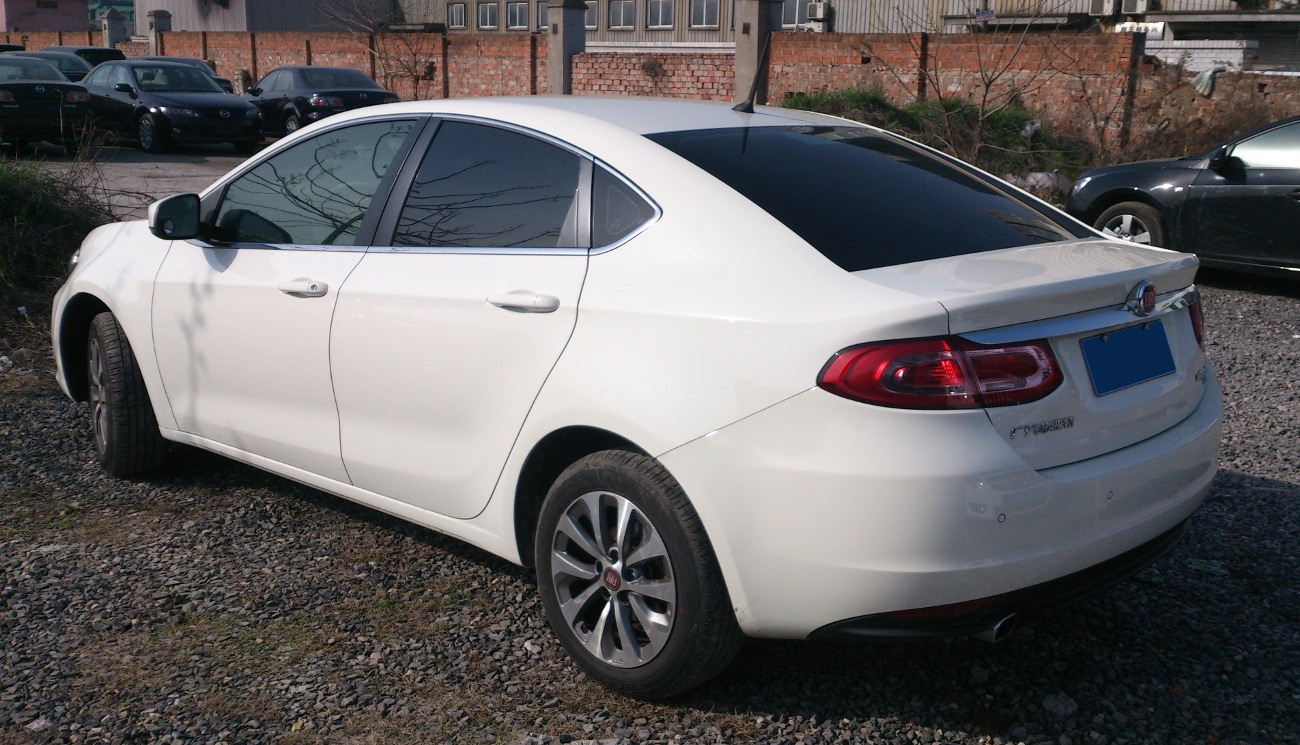
parte trasera

El Fiat Viaggio es un automóvil sedán de cuatro puertas del segmento C producido por el fabricante italiano Fiat entre 2012 y 2017. Se presentó en 2012 en el Salón del Automóvil de Pekín de 2012. Es el primer Fiat fabricado por GAC Fiat, su producción inicialmente prevista para el mes de junio comenzó en plazo el 28 de junio de 2012 y se comercializará a partir de la segunda mitad del año. La previsión de ventas inicial era de 140.000 unidades con posibilidad a aumentar la producción hasta las 250.000 unidades.

## Diseño

### Exterior
El Viaggio es un sedán de cuatro puertas y tres volúmenes, muy similar al Dodge Dart presentado en 2012. Los principales cambios se presentan en el frontal y la zona trasera, rediseñados en Turín por el Centro Stile Fiat de acuerdo a la imagen de marca de Fiat. En el frontal son nuevos el parachoques, toma de aire y faros. En la parte trasera se han modificado la tapa del maletero, el parachoques y los faros LED traseros que ha diferencia del Dart se encuentran separados en ambos vértices.

## Características técnicas

### Plataforma y carrocería
El Fiat Viaggio se fabrica sobre la plataforma Compact de Fiat, desarrollada inicialmente para el Alfa Romeo Giulietta.

### Motorizaciones
El Viaggio estará disponible inicialmente con motor T-Jet de gasolina turbocompresor y 120 CV o 150 CV.

### Transmisiones
Los motores se ofrecen en combinación con cajas manuales de cinco relaciones o de doble embrague en seco DDCT.

## Tabla resumen de mecánicas
| Mecánica       | Inicio | Fin | Familia | Tecnología | Combustible | Cil. | Cubicaje (cc.) | Vál. | Potencia (CV/ rpm) | Par (Nm/ rpm) | Vel. máx. (km/h) | Aceleración 0-100 km/h (s) | Consumo (l/100km) | Emisión CO2 (g/km) | S&S | Transmisión               | Rel. |
| -------------- | ------ | --- | ------- | ---------- | ----------- | ---- | -------------- | ---- | ------------------ | ------------- | ---------------- | -------------------------- | ----------------- | ------------------ | --- | ------------------------- | ---- |
| 1.4 T-Jet      | Debut  |     | T-Jet   | Turbo      | Gasolina    | 4L   | 1368           | 16   | 120/ 5000          | 206/ 2500     | 196              | 10,5                       | 7,2               | EURO 5             | No  | Delantera Manual          | 6    |
| 1.4 T-Jet DDCT | Debut  |     | T-Jet   | Turbo      | Gasolina    | 4L   | 1368           | 16   | 120/ 5000          | 206/ 2500     | 194              | 10,9                       | 7,4               | EURO 5             | No  | Delantera Automática DDCT | 6    |
| 1.4 T-Jet DDCT | Debut  |     | T-Jet   | Turbo      | Gasolina    | 4L   | 1368           | 16   | 150/ 5500          | 230/ 3000     | 207              | 9,5                        | 7,5               | EURO 5             | No  | Delantera Automática DDCT | 6    |

## Fábricas
Desde su lanzamiento, el Fiat Viaggio se produce en la planta de GAC Fiat Changsha.